# 本村佳久
本村 佳久（もとむら よしひさ）は、日本の建築家。一級建築士、広島女学院大学人間生活学部教授。東京都出身。

## 経歴
- 1974年 - 早稲田大学理工学部建築学科卒業。在学中、吉阪隆正の薫陶を受ける。
- 1978年 - 早稲田大学大学院理工学研究科建設工学専攻修士課程修了。東京大学生産技術研究所原研究室。
- 白井晟一建築研究所勤務。
- 1979年 - 白井晟一建築研究所で静岡市立芹沢銈介美術館[1]の設計担当。
- 株式会社磯崎新アトリエ勤務。
- 1980年 - 磯崎新アトリエで筑波研究学園都市筑波センタービル実施設計担当(毎日芸術賞)。
- 1985年 - ドイツ国立シュトゥットガルト大学大学院建設工学科建築計画・近代建築史博士課程修了。
- 株式会社本村佳久建築設計事務所を設立。
- 1992年 - 台湾・台北市近郊の新都市計画。
- 1995年 - 広島女学院大学助教授。
- 2005年 - 広島女学院大学生活科学部生活デザイン・情報学科生活環境専攻教授。
- 2012年 - 広島女学院大学人間生活科学部生活デザイン・建築学科教授。

## 主な仕事

### 建築作品
- 静岡市立芹沢銈介美術館(白井晟一建築研究所において模型製作担当)(1979-1981)
- 筑波センタービル(磯崎新アトリエにて実施設計担当)(1980-1981)
- ARCUSII(商業施設・集合住宅の複合建築物)

### 都市構想
- 台湾・台北市近郊の新都市計画(1992-)

### 展覧会
- 1998年 - 本村佳久・都市・建築・環境デザイン展。
- 1999年 - 本村佳久・建築展(広島県立美術館)。

## 著作・論文など
- 本村佳久「ミッキー・マウスの聖杯城,または……」『SD : Space design : スペースデザイン』第241号、東京 : 鹿島出版会、1984年10月、33頁、CRID 1522543654899220224、ISSN 05630991。
- 本村佳久「有機的建築の研究－R. シュタイナーの建築思想について－」『広島女学院大学論集』第47巻、広島女学院大学、1997年12月、167-181頁、CRID 1050577309353780992、ISSN 0374-8057。
- 本村佳久「幼稚園の計画－R.シュタイナー教育に基づく施設計画について－」『広島女学院大学論集』第48巻、広島女学院大学、1998年12月、163-177頁、CRID 1050014359400361600、ISSN 0374-8057。
- 本村佳久「有機的建築の研究:アントロポゾフィー建築の展開をめぐって」『広島女学院大学生活科学部紀要』第10号、広島 : 広島女学院大学生活科学部、2003年3月、33-48頁、CRID 1520572357055970560、ISSN 09193529。
- 本村佳久「建築作品 ARCUS op.2 集合住宅・商業施設の建設設計」『広島女学院大学生活科学部紀要』第12号、広島 : 広島女学院大学生活科学部、2005年3月、135-154頁、CRID 1520572359270152832、ISSN 09193529。
- 本村佳久「建築作品 ARUCUS Op.1:集合住宅の建築設計」『広島女学院大学生活科学部紀要』第15号、広島 : 広島女学院大学生活科学部、2008年3月、147-164頁、CRID 1520853831967742720、ISSN 09193529。
- 本村佳久「PROJECT Op.1:MK邸・小ホール・資料館計画」『広島女学院大学生活科学部紀要』第16号、広島 : 広島女学院大学生活科学部、2009年3月、79-97頁、CRID 1520572358083724928、ISSN 09193529。
- 本村佳久「PROJECT Op.I MK邸・小ホール・資料館計画」『広島女学院大学生活科学部紀要』第16巻、広島女学院大学生活科学部、2009年3月、79-97頁、CRID 1050014359400583808、ISSN 0919-3529。
- 本村佳久「建築作品 NY邸:木造住宅の設計」『広島女学院大学生活科学部紀要』第17号、広島 : 広島女学院大学生活科学部、2010年3月、119-136頁、CRID 1520572359057088128、ISSN 09193529。
- 本村佳久「PYRAMIDE Ⅰ ［M邸］ -虚白庵へのオマージュ-」『広島女学院大学生活科学部紀要』第19巻、広島女学院大学生活科学部、2012年3月、145-151頁、CRID 1050014359400771328、ISSN 0919-3529。
- 本村佳久「PROJECT op.Ⅱ・1－4」『広島女学院大学人間生活学部紀要』第1巻、広島女学院大学人間生活学部、2014年3月、89-100頁、CRID 1050577309353870592、ISSN 2188-4439。
- 本村佳久「建築作品 PROJECT op. Ⅲ・op. Ⅳ-1」『広島女学院大学人間生活学部紀要』第2巻、広島 : 広島女学院大学人間生活学部、2015年3月、111-119頁、CRID 1520290882051153024、ISSN 21884439。
- 本村佳久「幼稚園の設計監修・複合建築計画」『広島女学院大学人間生活学部紀要』第3巻、広島 : 広島女学院大学人間生活学部、2016年3月、111-124頁、CRID 1050577309353883008、ISSN 2188-4439。